# ميلينا آغوس
ميلينا آغوس Milena Agus (مواليد 1959)، هي كاتبة روائية إيطالية من سردينيا. وهي واحدة من الروائيين الرائدين في ما يسمى بالربيع الأدبي السرديني الذي بدأ في ثمانينيات القرن العشرين والذي ضم أسماء عالمية أخرى مثل ميشيلا مورجيا. حازت جوائز عديدة.
ولدت ميلينا أغوس في جنوة لوالدين من سردينيا. تعيش وتعمل في كالياري، حيث تقوم بتدريس اللغة الإيطالية والتاريخ في معهد «Liceo Artistico e Musicale "Foiso Fois»" في كالياري، وهي مدرسة إبداعية. وهي من ممارسي "الأدب السرديني الجديد".

## من مؤلفاتها المترجمة للعربية
- رواية: «حب في سردينيا».
- رواية: «حذار من جوعي».

## جوائز
حازت جوائز عديدة منها:
- جائزة فورتِه فيلاج.
- وجائزة سانتا مارينيلا.
- وجائزة كاميلّو لجنة تحكيم الأدباء.
- وجائزة إلسا مورانتِه.
- وجائزة ستريغا بين الخمسين الأوائل.
- وكتاب السنة في فرنهايت 2007.